# Míjeil Saakashvili
Mijeil Saakashvili (en georgiano: მიხეილ სააკაშვილი, romanizado: Mikheil Saak'ashvili, pronunciado [ˈmiχɛil ˈsɑːkʼɑʃvili]; en ucraniano: Міхеїл Саакашвілі; Tiflis, 21 de diciembre de 1967) es un abogado y político de origen georgiano-ucraniano.  Fue presidente de Georgia, tras la conocida como Revolución de las Rosas, desde enero de 2004 hasta noviembre de 2007, y desde enero de 2008 hasta noviembre de 2013. 
El 30 de mayo de 2015 fue gobernador del óblast de Odesa (Ucrania), hasta su dimisión el 9 de noviembre de 2016. Está acusado por el actual gobierno georgiano de crímenes contra los derechos humanos, y en 2015, el primer ministro de Georgia pidió a Ucrania su extradición.

## Biografía

### Carrera política
Saakashvili supera los exámenes de la Escuela de Derecho Internacional de la Universidad de Kiev en 1992 y amplía sus estudios en la Universidad de Columbia de Nueva York y la Universidad George Washington de Washington D. C. En 1995 entra a formar parte de la Unión de Ciudadanos de Georgia (SMK), partido político creado por Eduard Shevardnadze, y pasará a ser estrecho colaborador y diputado del Parlamento georgiano ese mismo año.
El 12 de octubre del año 2000, Saakashvili se convierte en ministro de Justicia del gobierno del presidente Shevardnadze. Desde este cargo intenta llevar acciones contra la importante corrupción de la clase política georgiana. En 2001, su oposición a su partido termina por romper su relación con el SMK y enfrentándose a Shevardnadze.
Georgia, una década después de abandonar la URSS, está en una situación delicada. Políticamente con las regiones de Abjazia y Osetia del Sur casi independientes y apoyadas por Rusia. Económicamente, sumido el país en una profunda crisis económica, con una deuda exterior (1600 millones de euros) de alrededor el 60 % del PIB y un 70 % de la población en la pobreza extrema, con un salario medio de unos 15 € y un gobierno nacionalista impopular, acusado de ineficiente y ampliamente corrupto.
Mijeíl funda un partido propio, el nacionalista Movimiento Nacional Unido y se presenta en las elecciones presidenciales de 2004, que aunque vuelve a ganar Shevardnadze, la oposición convoca manifestaciones masivas y declaran las elecciones como un fraude. Estas manifestaciones dan lugar a lo que se denomina la Revolución de las Rosas o de terciopelo que como consecuencia provoca la renuncia del presidente Eduard Shevardnadze, el 23 de noviembre de 2003 y la convocatoria de elecciones presidenciales extraordinarias. Ese mismo día, los tres líderes de la oposición se reúnen y presentan a Mijeíl Saakashvili como candidato único y favorito.
El ahora expresidente, Shevardnadze, fue el primer personaje de la política georgiana en ir a votar, avalando con ello al futuro nuevo gobierno de Saakashvili.

### Presidente de Georgia
Saakashvili parte como favorito en las elecciones presidenciales y es el claro favorito el 4 de enero con un discurso populista y radical. Un día después, con un nivel de participación electoral del 83 %, Mijeíl Saakashvili es declarado ganador con el 96 % de los votos. 
En una plataforma para oponerse a la corrupción y mejorar los salarios y las pensiones, prometió mejorar las relaciones con el mundo exterior. Aunque es fuertemente prooccidental y pretende buscar la pertenencia georgiana a la OTAN y la Unión Europea, también ha hablado de la importancia de mejores relaciones con Rusia. Sin embargo, enfrentó problemas importantes, en particular la difícil situación económica de Georgia y la cuestión aún no resuelta del separatismo en las regiones de Abjasia y Osetia del Sur. Abjasia se considera independiente de Georgia y no participó en las elecciones, mientras que Osetia del Sur está a favor de la unión con su homólogo del norte en Rusia.
Saakashvili fue juramentado como presidente en Tbilisi el 25 de enero de 2004. Inmediatamente después de la ceremonia, firmó un decreto que establece una nueva bandera estatal. El 26 de enero, en una ceremonia celebrada en la Iglesia Tbilisi Kashueti de San Jorge, promulgó un decreto que autoriza el regreso del cadáver del primer presidente de Georgia, Zviad Gamsakhurdia, de Grozny ( República de Chechenia ) a Tbilisi y el cambio de nombre de un carretera principal en la capital después de Gamsakhurdia. También liberó a 32 partidarios de Gamsakhurdia (presos políticos) encarcelados por el gobierno de Shevardnadze en 1993-94.
Así como una nueva bandera estatal, Saakashvili autorizó la adopción de un nuevo himno nacional el 20 de mayo de 2004 y autorizó el establecimiento de un nuevo escudo de armas estatal el primer de octubre de 2004.
En los primeros meses de su presidencia, Saakashvili enfrentó una gran crisis política en la sudoeste de la República Autónoma de Adjara dirigida por un líder regional autoritario, Aslan Abashidze , que ignoró en gran medida al gobierno central georgiano y fue visto por muchos como un político prorruso. La crisis amenazó convertirse en una confrontación armada, pero el gobierno de Saakashvili logró resolver el conflicto de forma pacífica, obligando a Abashidze a dimitir el 6 de mayo de 2004. El éxito en Adjara animó al nuevo presidente a intensificar sus esfuerzos para recuperar a la Osetia del Sur bajo el georgiano jurisdicción. Las autoridades separatistas respondieron con una intensa militarización en la región, que llevó a enfrentamientos armados en agosto de 2004. Se produjo un estancamiento, ya pesar de un nuevo plan de paz propuesto por el gobierno georgiano en 2005, el conflicto sigue sin resolverse. A fines de julio de 2006, el gobierno de Saakashvili logró lidiar exitosamente con otra gran crisis , esta vez en Kodori Gorge, en Abjasia, donde las fuerzas policiales de Georgia desarmaron a una milicia desafiante dirigida por un caudillo local Emzar Kvitsiani .
En su política exterior, Saakashvili mantiene estrechos vínculos con los Estados Unidos, así como con otros países de la OTAN, y sigue siendo uno de los socios clave de la organización GUAM. La Revolución de las Rosas dirigida por Saakashvili ha sido descrita por la Casa Blanca como uno de los movimientos más poderosos en la historia moderna que ha inspirado a otros a buscar la libertad. 

#### Reformas económicas y gubernamentales
En el momento en que Saakashvili asumió el cargo, Georgia sufrió una economía estancada, corrupción generalizada por parte de la policía y funcionarios estatales hasta el punto de necesitar sobornos para cualquier tipo de transacción comercial, altos índices de criminalidad y graves problemas de infraestructura, incluidos cortes de energía generalizados, y las escuelas y las instalaciones médicas caen en mal estado. [38] Saakashvili inició un programa de reforma masivo. Él despidió sistemáticamente a políticos, funcionarios públicos y policías sospechosos de corrupción y aumentó significativamente los salarios de los empleados estatales hasta el punto de poder depender de sus salarios en lugar de sobornos para ganarse la vida. Muchos oligarcas que habían dominado la economía fueron arrestados, y la mayoría acordó pagar multas masivas en el presupuesto estatal a cambio de su libertad.[cita requerida]Saakashvili reformó la economía cortando la burocracia que había dificultado los negocios, cortejando la inversión extranjera, simplificando el código tributario, lanzando una campaña de privatización y atacando la evasión fiscal generalizada. El gobierno mejoró masivamente la infraestructura y los servicios públicos.[cita requerida] Durante su mandato Saakashvili fue acusado de favorecer a su familia en las privatizaciones de propiedad estatal y de manejar el poder  en beneficio personal, siendo comparado con ciertos regímenes políticos autoritarios o totalitarios, particularmente con el régimen fascista y con los regímenes no democráticos en general.
El presidente francés Nicolas Sarkozy criticó su forma de gobernar y el acoso a las minorías rusas(en francés: régime de monsieur Saakachvili) en la reunión del Consejo Europeo el 1 de septiembre de 2008, el presidente del gobierno de Rusia Vladímir Putin dijo: "Esto indica que esto (Georgia) no es un Estado democrático, sino un régimen de poder personal, cuya naturaleza requiere un examen. Está claro que en él no hay nada democrático y no lo puede haber."
Como resultado de sus reformas económicas la tasa de corrupción en el país se redujo drásticamente y el entorno empresarial mejoró significativamente. La economía comenzó a crecer y el nivel de vida aumentó. La clasificación de Georgia en el Índice de Percepción de la Corrupción de Transparency International mejoró dramáticamente del rango 133 en 2004 a 67 en 2008 y más aún a 51 en 2012, superando a varios países de la Unión Europea. El Banco Mundial nombró a Georgia como el reformador económico líder en el mundo, y el país ocupó el octavo lugar en términos de facilidad para hacer negocios , mientras que la mayoría de los vecinos del país están en algún lugar entre los cientos. El Banco Mundial notó una mejora significativa en las condiciones de vida en Georgia, informando que "la transformación de Georgia desde 2003 ha sido notable. Las luces están encendidas, las calles son seguras y los servicios públicos son libres de corrupción". El fundador del informe de Doing Business, Simeon Djankov, ha dado Georgia como ejemplo a otros reformadores durante los Premios Reformer anuales.
Bajo el mandato de Saakashvili, Georgia se involucró en pequeñas transacciones en el mercado internacional, y en 2007 el Bank of Georgia vendió bonos a prima, cuando el bono a cinco años por $ 200m tenía un cupón del 9 % a la par, o 100 % de valor nominal, después de haber sido inicialmente un precio de 9,5 por ciento y los inversores impulsaron pedidos de hasta $ 600 millones.
En 2009 introdujo la Ley de libertad económica de Georgia, que fue adoptada por el Parlamento de Georgia en 2011. La ley restringió la capacidad del estado para interferir en la economía, y tenía como objetivo reducir los gastos del estado y la deuda en un 30 % y 60 %, respectivamente. También prohibía explícitamente al gobierno cambiar los impuestos sin un referéndum popular sobre tasas y estructura.
Debido a las reformas económicas de su gobierno la pobreza solo disminuyó marginalmente. Al final de su segundo mandato, aproximadamente una cuarta parte de la población seguía siendo pobre y el desempleo era del 15 %.[cita requerida]

#### Ley y orden
La mayoría de las críticas dirigidas a la administración de Saakashvili fueron sobre su manejo del sistema de justicia. Fue acusado de dar a la policía mano libre para luchar contra la corrupción como parte de su campaña anticorrupción hasta el punto de poder maltratar a los sospechosos. Bajo su administración, la población carcelaria se disparó y la judicatura supuestamente se volvió más dura. Se describió como "un sistema de justicia penal extremadamente punitivo y abusivo, que terminó con la población penitenciaria per capita más alta de Europa, incluso más alta que en Rusia, en la que la tortura se volvió absolutamente rutinaria ... casi nula absolución casos en juicios penales, vigilancia masiva, escuchas telefónicas y mucha presión ejercida sobre los hombres de negocios, incluida la intimidación, para que contribuyan a los proyectos del gobierno ". 
El 27 de marzo de 2006, el gobierno anunció que había impedido una revuelta carcelaria en todo el país tramada por capos criminales . La operación policial terminó con la muerte de 7 reclusos y al menos 17 heridos. Si bien la oposición arrojó dudas sobre la versión oficial y exigió una investigación independiente, el partido gobernante pudo rechazar esas iniciativas.
A pesar de esto, el gobierno de Saakashvili también alivió el sistema legal en algunos aspectos. Su gobierno despenalizó la difamación e impulsó la legislación que defiende la libertad de expresión , aunque fue acusado de sofocar a los medios y usar el sistema judicial para perseguir a sus opositores políticos a pesar de esto. En diciembre de 2006, Saakashvili firmó una enmienda constitucional que abolía por completo la pena de muerte en la ley. 

#### Reformas militares
El gobierno de Saakashvili incrementó enormemente el gasto militar para modernizar las Fuerzas Armadas georgianas, que eran pequeñas y estaban mal equipadas y entrenadas en el momento en que él asumió el cargo. En 2007, el presupuesto militar se había multiplicado por veinte desde 1999. Se compraron armas y vehículos nuevos, se aumentaron los salarios militares, se construyeron nuevas bases y los soldados georgianos participaron en ejercicios conjuntos de entrenamiento con el ejército de los EE. UU.

#### Reforma educativa
Cuando Saakashvili asumió el cargo, el sistema de ingreso a la universidad estaba basado en sobornos,[cita requerida] con un puesto universitario que costó hasta $ 50,000 en 2003. El gobierno de Saakashvili introdujo un examen de ingreso común, reemplazando el sistema basado en sobornos por uno basado en el mérito.[cita requerida] La calidad de la educación universitaria también mejoró. A pesar de esto, Saakashvili fue acusado de no reformar la calidad de la educación primaria y secundaria, que al parecer se mantuvo baja al final de su mandato.

#### Reformas de salud
Después de la independencia georgiana, el gobierno descubrió que su sistema de salud centralizado de estilo soviético carecía de fondos y estaba fallando. Las instalaciones médicas centralizadas administradas por el estado solían ser ineficientes y necesitaban renovación y mejoras tecnológicas. Como resultado, el gobierno privatizó casi todos los hospitales y clínicas públicas, y el sistema de seguros fue desregulado, con compañías de seguros privadas capaces de ofrecer cobertura. Solo unas pocas instalaciones especializadas para la salud mental y las enfermedades infecciosas permanecieron en manos del gobierno, y el estado continuó brindando seguro de salud a quienes estaban por debajo del umbral de la pobreza, cuyo seguro era pagado con fondos públicos y provisto por aseguradoras privadas y algunos funcionarios públicos. que asciende a alrededor del 40 % de la población. Como resultado, el nivel de atención médica mejoró enormemente, con nuevos hospitales y clínicas que comenzaron a reemplazar las instalaciones más antiguas. Sin embargo, una parte de la población no tenía seguro, ya que no podía pagar un seguro privado y no calificaba para un seguro público. 

#### Relaciones exteriores
Saakashvili ve la pertenencia a la OTAN como una premisa de estabilidad para Georgia y ofreció un diálogo intensificado con las autoridades de facto de Abjasia y Osetia. Hasta la guerra de Osetia del Sur en 2008 , se pensó que era posible una solución diplomática. La administración de Saakashvili duplicó el número de sus tropas en Irak , convirtiendo a Georgia en uno de los principales partidarios de las Fuerzas de la Coalición y manteniendo a sus tropas en Kosovo y Afganistán para "contribuir a lo que describe como seguridad global".
El gobierno de Saakashvili mantiene relaciones diplomáticas con otros estados caucásicos y de Europa del Este, como Armenia, Azerbaiyán, Estonia , Letonia, Lituania, Polonia, Rumania, Turquía y Ucrania. En 2004, Saakashvili visitó Israel para asistir a la inauguración oficial del Centro de Investigación de Problemas Energéticos Modernos, y Brenda Schaffer, directora del centro, describió a Saakashvili como el Nelson Mandela del siglo XXI. En agosto del mismo año, Saakashvili, que posee un doctorado honorario de la Universidad de Haifa, viajó a Israel para asistir a la apertura de la Semana oficial de la amistad entre judíos y georgianos, celebrada bajo los auspicios del presidente georgiano, para que los líderes judíos fueron invitados como invitados de honor. 
Las relaciones con los Estados Unidos son buenas, pero se complican por el comportamiento "volátil" de Saakashvili. Funcionarios estadounidenses anteriores y actuales caracterizan al presidente georgiano como "difícil de manejar". Critican sus "movimientos arriesgados", movimientos que a menudo "han sorprendido a los Estados Unidos sin preparación" mientras lo dejan "expuesto diplomáticamente".
Los lazos de Saakashvili con los Estados Unidos se remontan a 1991 (ver "Primeros años y carrera"). Se pueden encontrar biografías de Thomas Jefferson y John F. Kennedy en su oficina, junto a las biografías de Joseph Stalin y Mustafa Kemal Atatürk y libros sobre la guerra. Buscando apoyo de los EE. UU., Saakashvili salió del Departamento de Estado de los Estados Unidos y estableció contactos con el senador John McCain y las fuerzas que buscan la expansión de la OTAN .
Saakashvili cree que la prioridad a largo plazo para el país es avanzar en su membresía en la Comunidad Europea y durante una reunión con Javier Solana, dijo que a diferencia de los estados europeos nuevos y viejos, Georgia es un estado europeo antiguo.

#### Intento de asesinato
El 10 de mayo de 2005, mientras el presidente de Estados Unidos, George W. Bush, daba un discurso en la plaza de la Libertad de Tiflis, Vladimir Arutyunian lanzó una granada de mano en vivo en donde estaban sentados Saakashvili y Bush. Aterrizó en la multitud a unos 65 pies (20 m) del podio después de golpear a una niña y no detonó. Arutyunian fue arrestado en julio de ese año, pero antes de su captura, logró matar a un agente de la ley. Fue declarado culpable de los intentos de asesinato de Saakashvili y Bush y el asesinato del agente, y se le condenó a cadena perpetua.

#### Crisis de 2007
El fallecido empresario georgiano Badri Patarkatsishvili afirmó que se había ejercido presión sobre sus intereses financieros después de que Imedi Television emitiera varias acusaciones contra funcionarios. El 25 de octubre de 2007, el exministro de defensa Irakli Okruashvili acusó al presidente de planear el asesinato de Patarkatsishvili. Okruashvili fue detenido dos días después por cargos de extorsión, lavado de dinero y abuso de poder. Sin embargo, en una confesión grabada en video emitida por la Fiscalía General el 8 de octubre de 2007, en la que Okruashvili se declaró culpable de soborno a gran escala mediante extorsión y negligencia mientras servía como ministro, se retractó de sus acusaciones contra el presidente y dijo que lo hizo para obtener algún beneficio político y que Badri Patarkatsishvili le dijo que lo hiciera. El abogado de Okruashvili y otros líderes de la oposición dijeron que su retractación se había realizado bajo coacción.
Georgia enfrenta la peor crisis desde la Revolución Rosa. Una serie de manifestaciones contra el gobierno se desataron, en octubre, por acusaciones de asesinatos y corrupción por parte de Irakli Okruashvili, antiguo miembro de Saakashvili y exmiembro de su gobierno, contra el presidente y sus aliados. Las protestas culminaron a principios de noviembre de 2007 e involucraron a varios grupos de oposición y al influyente magnate de los medios Badri Patarkatsishvili . Aunque las demostraciones cayeron rápidamente, la decisión del gobierno de usar la fuerza policial contra los manifestantes restantes se convirtió en enfrentamientos en las calles de Tbilisi el 7 de noviembre. La declaración de estado de emergencia del presidente (del 7 al 16 de noviembre) y la restricción impuesta a algunas fuentes de los medios de comunicación provocaron duras críticas al gobierno de Saakashvili tanto en el país como en el extranjero. Human Rights Watch criticó al gobierno georgiano por utilizar la fuerza "excesiva" contra los manifestantes en noviembre y International Crisis Group advirtió sobre el creciente autoritarismo.
El canal de televisión opositora de Patarkatsishvili, Imedi, fue clausurado en noviembre de 2007 después de que las autoridades lo acusaron de complicidad con el plan para derrocar al gobierno electo. El canal reanudó las transmisiones unas semanas después del incidente, pero no cubrió noticias ni programas de entrevistas hasta después de las elecciones. Posteriormente, la estación se vendió a los partidarios del gobierno de Saakashvili y algunos periodistas georgianos han pedido que la estación sea devuelta.
El 8 de noviembre de 2007, el presidente Saakashvili anunció una solución de compromiso para celebrar elecciones presidenciales anticipadas para el 5 de enero de 2008. También propuso celebrar un plebiscito en paralelo para convocar elecciones presidenciales sobre cuándo celebrar elecciones parlamentarias , en la primavera impulsada por los partidos de la oposición , o a fines de 2008. También se hicieron varias concesiones en el código electoral a la oposición.
El 23 de noviembre de 2007, el partido gobernante del Movimiento Nacional Unido nominó oficialmente a Saakashvili como su candidato para las próximas elecciones. De conformidad con la Constitución de Georgia, Saakashvili renunció el 25 de noviembre para lanzar su campaña preelectoral para las elecciones presidenciales anticipadas.
Saakashvili fue criticado por dispersar con balas de goma y gas lacrimógeno a cientos de manifestantes que bloqueaban la principal arteria de transporte de Tiflis, la avenida Rustaveli. Las manifestaciones comenzaron como protesta contra el arresto de dos conocidos deportistas acusados de chantaje, pero pronto se convirtió en una manifestación contra las autoridades centrales. 25 personas fueron arrestadas, incluidos cinco miembros de partidos de oposición. Otra serie de manifestaciones obligó a Saakashvili a restablecer las elecciones presidenciales previamente programadas hasta el 5 de enero de 2008.

### Segunda presidencia

#### Elecciones presidenciales de 2008
El 5 de enero de 2008, se celebraron elecciones presidenciales anticipadas en todo el país, con la excepción de la aldea de las montañas de Shatili , donde no se abrió la mesa de votación debido a los altos niveles de nieve. En un discurso televisado, el presidente Saakashvili propuso celebrar las elecciones antes de lo solicitado por la constitución georgiana para resolver la tensión política en torno a las manifestaciones lideradas por la oposición, su supresión por parte del gobierno el 7 de noviembre de 2007 y el cierre de la mayoría la red de televisión de oposición popular, Imedi. Saakashvili dijo en su discurso presidencial que "estas elecciones se llevarán a cabo de acuerdo con nuestros tiempos, y no con los de nuestros simpatizantes".

#### Cambios en el gabinete
Saakashvili anunció públicamente sus planes de modernizar el gabinete de Georgia mucho antes de las elecciones presidenciales georgianas . Poco después de ser reelegido, el presidente volvió a nombrar formalmente al primer ministro de Georgia, Lado Gurgenidze, y le pidió que presentara un nuevo gabinete al Parlamento de Georgia para su aprobación final.
Gurgenidze cambió a la mayoría de los ministros, dejando a Ivane Merabishvili , controvertido ministro del Interior, al ministro de Defensa David Kezerashvili y al ministro de Finanzas Nika Gilauri en sus posiciones anteriores. Gia Nodia fue nombrada ministra de Educación y Ciencia. Zaza Gamcemlidze, exdirectora del Jardín Botánico de Tbilisi , asumió el cargo de ministra de Recursos Naturales y Protección de la Naturaleza. Famoso arqueólogo, y ya el primer ministro en el gabinete, Iulon Gagoshidze fue nombrado ministro de Estado para las diásporas.
Las elecciones parlamentarias celebradas durante el segundo mandato de Saakashvili fueron condenadas por la misión de monitoreo electoral de la Organización para la Seguridad y la Cooperación en Europa por empañarse , violencia contra activistas de la oposición, cobertura acrítica del presidente y su partido de los medios controlados por el Estado, y funcionarios públicos abiertamente haciendo campaña por el partido del presidente. 
El 28 de octubre de 2008, Mikheil Saakashvili propuso a Grigol Mgaloblishvili , embajador georgiano en Turquía para el cargo de primer ministro. Según el presidente, Gurgenidze había aceptado inicialmente servir solo durante un año y Georgia se enfrentaba a nuevos desafíos que requerían un nuevo enfoque. El Parlamento de Georgia aprobó a Mgaloblishvili como el primer ministro el 1 de noviembre de 2008.
En 2009, las manifestaciones georgianas, las protestas georgianas de 2011 y las protestas georgianas de 2012 contra Saakashvili se extendieron por Georgia.

#### Guerra ruso-georgiana
El 22 de febrero de 2008, Saakashvili mantuvo una reunión oficial con el presidente de Rusia, Vladímir Putin , en su residencia de Novo-Ogaryovo . Los presidentes discutieron los asuntos de las regulaciones de aviación entre los dos países. Esta era la última reunión de Putin en su segundo mandato como el presidente de Rusia, siendo sucedido por Dimitry Medvedev poco después.
Sin embargo, después de una serie de enfrentamientos entre georgianos y osetios del sur, las fuerzas militares rusas intervinieron del lado de los separatistas de Osetia del Sur en respuesta al ataque georgiano contra Tsjinvali e invadieron Gori en Shida Kartli. Las dos contrapartes fueron conducidas a un acuerdo de alto el fuego y un plan de paz de seis puntos, debido a la mediación del presidente francés. El 26 de agosto, el presidente ruso, Dmitry Medvedev, firmó un decreto que reconoce a Abjasia y Osetia del Sur como estados independientes. El 26 de agosto de 2008, en respuesta al reconocimiento de Rusia de Abjasia y Osetia del Sur, el viceministro de Relaciones Exteriores, Grigol Vashadze, anunció que Georgia había roto las relaciones diplomáticas con Rusia .
El primer ministro ruso Dmitry Medvedev responsabilizó a Saakashvili por la guerra ruso-georgiana y afirma que Saakashvili es responsable del colapso del estado georgiano. Medvedev ha declarado "(a) tan pronto como Georgia obtenga un nuevo líder tendremos todas las oportunidades para restablecer los lazos".
Las capacidades del ejército georgiano fueron severamente dañadas por la guerra, y el gobierno de Saakashvili se movilizó para reconstruirlas, incrementando enormemente el gasto militar. A fines de 2010, las fuerzas armadas de Georgia alcanzaron una fuerza superior a la de los niveles anteriores a la guerra, después de lo cual el gasto militar disminuyó nuevamente. Aunque el gobierno de Georgia compró grandes cantidades de armas y equipo militar desde el extranjero, también comenzó a invertir seriamente en una industria militar autóctona. A partir de 2010, Georgia comenzó a fabricar su propia línea de vehículos blindados, sistemas de artillería, armas pequeñas y vehículos aéreos no tripulados.

#### Manifestaciones de la oposición 2009 y motín armado
La presión contra Saakashvili se intensificó en 2009, cuando la oposición lanzó manifestaciones masivas contra el gobierno de Saakashvili. El 5 de mayo de 2009, la policía georgiana dijo que se planeaban desórdenes a gran escala en Georgia, de los cuales el motín fallido del ejército formaba parte. Según la policía, el asesinato de Saakashvili también había sido planeado. Las figuras de la oposición discuten el reclamo de un intento de motín y en su lugar dicen que las tropas rechazaron una orden ilegal de usar la fuerza contra los manifestantes de la oposición.

#### Condiciones carcelarias
Escándalo de la prisión de Gldani
En septiembre de 2012, durante la presidencia de Saakashvili, un video tomado dentro de la prisión de Tbilisi Gldani que mostraba a los prisioneros golpeados y sodomizados fue hecho público. El ministro de Corrección, Libertad Condicional y Asistencia Legal de Georgia Khatuna Kalmakhelidze se vio obligado a renunciar por el escándalo. Organizaciones de derechos humanos, incluida la Oficina del Alto Comisionado de las Naciones Unidas para los Derechos Humanos emitieron una declaración expresando su indignación por el video.

#### Fin de la presidencia
El 2 de octubre de 2012, Saakashvili admitió la derrota en las elecciones parlamentarias de Georgia contra Bidzina Ivanishvili en las elecciones del día anterior. Se le prohibió buscar un tercer mandato en las elecciones presidenciales de 2013 . Saakashvili dejó Georgia poco después de las elecciones. 
En diciembre de 2013, Saakashvili aceptó el cargo de conferencista y estadista sénior en la Universidad de Tufts en los Estados Unidos.

### Gobernador del Óblast de Odesa (Ucrania)
El 30 de mayo de 2015 Saakashvili fue nombrado gobernador del Óblast de Odesa, en el suroeste de Ucrania. Se mantuvo en el cargo hasta el 9 de noviembre de 2016.
El 4 de diciembre de ese año, el presidente georgiano Giorgi Margvelashvili privó a Saakashvili de la nacionalidad georgiana y decretó una orden de búsqueda y captura por su posible responsabilidad en numerosos delitos.
Según la Fiscalía del país caucásico, Saakashvili podría estar involucrado en la muerte del primer ministro Zurab Shvania, en el homicidio del empleado del Banco Unido de Georgia Sandro Girgvliani, y en la malversación de fondos públicos por un valor de 5 millones de dólares. En total, han sido iniciadas alrededor de una decena de causas penales contra Saakashvili en su país.
El Parlamento de Georgia, en junio de 2015, redactó un informe parlamentario donde concluyó que entre 2004 y 2012 la tortura tenía carácter sistemático e intensivo y estaba aprobada por los responsables políticos del gobierno de Saakashvili.
Actualmente Saakashvili está en prisión en Georgia, donde intentó volver cerca de las últimas elecciones parlamentarias. El Presidente de Ucrania, aliado político de Saakashvili, denuncia que está siendo asesinado por su país y lo atribuye a las "órdenes del Kremlin".